# Skoura
Skoura  è un centro abitato del Marocco, nella provincia di Ouarzazate e facente parte della regione di Drâa-Tafilalet.
Si trova a circa 40 km da Ouarzazate.
Famosa per le sue numerose qasba circondate da palme, tra cui quella di Amerhidil raffigurata sulle vecchie banconote da 50 dirham, Skoura è il primo centro abitato sulla strada del Dades che porta a Kelaat Mgouna, alle Gole di Dades, a Boumalne Dades e alle Gole di Todra.
Avendo sofferto per anni per la siccità come tutto il sud del Marocco, Skoura beneficia ora di nuove entrate con il turismo. Diversi hotel, gestiti da stranieri o residenti della regione, hanno aperto negli ultimi anni. Alcune caratteristiche qasba sono state trasformate in hotel di lusso alla fine del XX secolo.
Nella cultura popolare, Skoura è stata l'ambientazione di vari film marocchini e stranieri.